# Warbergs Tidning
Warbergs Tidning var en tidning som gavs ut i Varberg helgfria lördagar mellan 1857 och 1863. Den gavs först ut av typograf J. Aug. Bergin, men togs i november 1860 över av Carl Axel Kindvall. Efter att tidningens tryckeri förstörts i storbranden som härjade Varberg 1863 gick den i graven. Carl Axel startade efter branden tidningen Norra Hallands Tidning.